# Tôi không phải Robot
Tôi Không Phải Robot (tiếng Hàn: 로봇이 아니야; Romaja: Robosi Aniya) là một bộ phim truyền hình Hàn Quốc năm 2017 có sự tham gia cửa Yoo Seung-ho, Chae Soo-bin và Um Ki-joon. Được phát sóng trên kênh MBC vào mỗi thứ tư và thứ năm hàng tuần vào lúc 21:55 (KST) từ ngày 6 tháng 12 năm 2017.

## Nội dung
Kim Min-kyu (Yoo Seung-ho) sống một cuộc sống cô lập do bị dị ứng với con người. Anh bị phát ban và lan truyền rất nhanh sang khắp cơ thể khi anh tiếp xúc với người khác qua da. Jo Ji-ah (Chae Soo-bin) là một cô gái cố gắng tạo lập một cuộc sống riêng bằng cách tạo dựng một mảng kinh doanh. Tuy nhiên, sau khi gặp Min-kyu, cô giả vờ trở thành một người máy thay thế vai trò của Aji-3 robot. Người máy Aji-3 được chế tạo bởi bạn trai cũ của Ji-ah - giáo sư Hong Baek-hyun (Um Ki-joon) và đồng đội anh. Người máy được kiểm tra thử nghiệm bởi thiên tài Min-kyu, tuy nhiên một tai nạn nên pin của người máy bị hỏng. Do Baek-hyun lấy hình tượng Ji-ah để làm người máy, cả đội quyết định tuyển dụng cô để thay thế cho Aji.3. Sau một thời gian tiếp xúc Min-kyu và Ji-ah đã phải lòng nhau.

## Diễn viên

### Diễn viên chính
- Yoo Seung-ho vai Kim Min-kyu (29 tuổi)

Là chủ tịch hội đồng quản trị của tập đoàn KM và sở hữu cổ đông lớn nhất công ty này. Anh có chỉ số IQ rất cao với 159 điểm nhưng lại mắc phải chứng bệnh hiếm thấy là "dị ứng với con người", tức là không thể tiếp xúc với người khác qua da. Theo hợp đồng kinh doanh, anh là chủ sở hữu của Aji-3 - một người máy được gửi đến để anh kiểm tra. Anh đã biểu lộ tình cảm và yêu Jo Ji-ah, người thay thế cho Aji-3 sau khi pin bị hỏng.
- Chae Soo-bin vai Jo Ji-ah (28 tuổi) / Aji-3

- Jo Ji-ah: Một doanh nhân trẻ đầy nhiệt huyết với trí tuệ xúc cảm cao và có kiến thức sâu rộng về cơ khí do ảnh hưởng từ cha cô tại một trung tâm sửa xe. Cô được tuyển dụng bởi Santa Maria để tạm thời thay thế cho Aji-3 đang bị hỏng, cô cũng là người duy nhất có thể tiếp xúc trực tiếp với Kim Min-kyu mà không khiến anh bị nổi "dị ứng da người". Cô có IQ 94 điểm.
- Aji-3: Người máy giống con người nhất thế giới trong số các mô hình trí tuệ nhân tạo đã được phát hành.

- Um Ki-joon vai Hong Baek-kyun (34 tuổi)

Bạn trai cũ của Ji-ah là một giáo sư giỏi thiết kế về người máy và là người chế tạo ra android tên là Aji-3. Anh đã tạo Aji-3 dựa trên hình mẫu bạn gái cũ, Ji-ah.

### Hỗ trợ

#### Đội Santa Maria
- Park Se-wan vai Pi (30 tuổi)
- Song Jae-ryong vai Hoktal (33 tuổi)
- Kim Min-kyu vai Ssanip (31 tuổi)

#### Tài chính KM
- Kang Ki-young vai Hwang Yoo-chul (28 tuổi)

Bạn thân thời thơ ấu của Min-kyu và là người đại diện kiêm CEO của công ty.
- Hwang Seung-eon vai Ye Ri-el (28 tuổi)

Bạn thời thơ ấu và là mối tình đầu của Min-kyu.
- Son Byong-ho vai Hwang Do-won

Cha của Yoo-chul và là chủ tịch của công ty.
- Lee Byung-joon vai Ye Sung-tae

Cha của Ri-el và là một trong những người thành lập công ty.
- Lee Hae-young vai Yoon Jeon-moo

Giám đốc điều hành tập đoàn KM.

#### Nhân vật xung quanh Kim Min-kyu
- Um Hyo-sup vai bác sĩ Oh Park-sa

Bác sĩ của Min-kyu, người duy nhất hiểu rõ tình trạng bệnh của anh.
- Kim Ha-kyun vai Butler Sung

#### Nhân vật xung quanh Jo Ji-ah
- Seo Dong-won vai Jo Jin-bae

Anh trai của Ji-ah, đội trưởng đội nghiên cứu của tài chính KM.
- Lee Min-ji vai Sun-hye (28 tuổi)

Bạn của Ji-ah, chủ quán cà phê.
- Yoon So-mi vai Hong-ju (28 tuổi)

Bạn cùng trường của Ji-ah, vợ của Jin-bae.
- ? vai Jo Dong-hyun (8 tuổi)

Con của Jin-bae và Hong-ju.

### Khách mời
- Ahn Se-ha
- Lee Si-eon
- Park Chul-min
- Hong Yoon Hwa vai cặp đôi trong nhà tắm công cộng (tập 10)
- Kim Min Ki vai cặp đôi trong nhà tắm công cộng (tập 10)

## Nhạc phim

### OST Phần 1
| STT              | Nhan đề             | Phổ lời          | Phổ nhạc                | Ca sĩ                       | Thời lượng |
| ---------------- | ------------------- | ---------------- | ----------------------- | --------------------------- | ---------- |
| 1.               | "Something"         | Seo Dong-seong   | Park Sung-il, Uncle Sam | Sung-hoon (Brown Eyed Soul) | 03:15      |
| 2.               | "Something" (Inst.) |                  | Park Sung-il, Uncle Sam |                             | 03:15      |
| Tổng thời lượng: | Tổng thời lượng:    | Tổng thời lượng: | Tổng thời lượng:        | Tổng thời lượng:            | 06:30      |

### OST Phần 2
| STT              | Nhan đề                 | Phổ lời          | Phổ nhạc         | Ca sĩ            | Thời lượng |
| ---------------- | ----------------------- | ---------------- | ---------------- | ---------------- | ---------- |
| 1.               | "Know Me" (날 알아줄까) | Lohi             | Lohi             | Stella Jang      | 03:35      |
| 2.               | "Know Me" (Inst.)       |                  | Lohi             |                  | 03:35      |
| Tổng thời lượng: | Tổng thời lượng:        | Tổng thời lượng: | Tổng thời lượng: | Tổng thời lượng: | 07:10      |

### OST Phần 3
| STT              | Nhan đề                           | Phổ lời          | Phổ nhạc         | Ca sĩ            | Thời lượng |
| ---------------- | --------------------------------- | ---------------- | ---------------- | ---------------- | ---------- |
| 1.               | "Words Of Your Heart" (마음의 말) | Lee Chi-hoon     | Choi Jae-man     | Kim Yeon-ji      | 05:05      |
| 2.               | "Words Of Your Heart" (Inst.)     |                  | Choi Jae-man     |                  | 05:05      |
| Tổng thời lượng: | Tổng thời lượng:                  | Tổng thời lượng: | Tổng thời lượng: | Tổng thời lượng: | 10:10      |

### OST Phần 4
| STT              | Nhan đề                                                       | Phổ lời          | Phổ nhạc         | Artist           | Thời lượng |
| ---------------- | ------------------------------------------------------------- | ---------------- | ---------------- | ---------------- | ---------- |
| 1.               | "Loving A Thing With All One's Heart" (마음 다해 사랑하는 일) | Kim Dam-so       | Kim Dam-so       | Damsonegongbang  | 03:46      |
| 2.               | "Loving A Thing With All One's Heart" (Inst.)                 |                  | Kim Dam-so       |                  | 03:46      |
| Tổng thời lượng: | Tổng thời lượng:                                              | Tổng thời lượng: | Tổng thời lượng: | Tổng thời lượng: | 07:32      |

## Đánh gia
- Trong bảng dưới đây, màu xanh thể hiện cho đánh giá thấp và màu đỏ đại diện cho đánh giá cao.
- NR thể hiện bộ phim này không nằm trong bảng xếp hạng 20 chương trình hằng ngày trong ngày đó.

| Tập#       | Ngày phát sóng       | Tỉ lệ người xem | Tỉ lệ người xem | Tỉ lệ người xem | Tỉ lệ người xem |
| Tập#       | Ngày phát sóng       | Đánh gia TNmS   | Đánh gia TNmS   | AGB Nielsen     | AGB Nielsen     |
| Tập#       | Ngày phát sóng       | Toàn quốc       | Seoul           | Toàn quốc       | Seoul           |
| ---------- | -------------------- | --------------- | --------------- | --------------- | --------------- |
| 1          | 6 tháng 12 năm 2017  | 4.0% (NR)       | 4.4% (NR)       | 4.1% (NR)       | 4.5% (NR)       |
| 2          | 6 tháng 12 năm 2017  | 4.3% (NR)       | 5.1% (NR)       | 4.5% (NR)       | 5.3% (NR)       |
| 3          | 7 tháng 12 năm 2017  | 3.3% (NR)       | 3.9% (NR)       | 3.0% (NR)       | 3.6% (NR)       |
| 4          | 7 tháng 12 năm 2017  | 3.4% (NR)       | 4.0% (NR)       | 3.1% (NR)       | 3.7% (NR)       |
| 5          | 13 tháng 12 năm 2017 | 3.0%            | 3.4%            | 2.8%            | 3.2%            |
| 6          | 13 tháng 12 năm 2017 | 3.4%            | 3.7%            | 3.1%            | 3.4%            |
| 7          | 14 tháng 12 năm 2017 | 4.3%            | 5.1%            | 2.9%            | 3.7%            |
| 8          | 14 tháng 12 năm 2017 | 4.8%            | 5.5%            | 3.4%            | 4.0%            |
| 9          | 20 tháng 12 năm 2017 | 3.4%            | 4.1%            | 2.6%            | 3.3%            |
| 10         | 20 tháng 12 năm 2017 | 3.9%            | 4.5%            | 3.3%            | 3.8%            |
| 11         | 21 tháng 12 năm 2017 | 2.7%            | 3.1%            | 2.6%            | 3.0%            |
| 12         | 21 tháng 12 năm 2017 | 3.3%            | 4.2%            | 3.2%            | 4.1%            |
| 13         | 27 tháng 12 năm 2017 | 3.1%            | 3.2%            | 2.4%            | 2.5%            |
| 14         | 27 tháng 12 năm 2017 | 3.7%            | 3.9%            | 2.7%            | 2.8%            |
| 15         | 28 tháng 12 năm 2017 | 3.1%            | 3.7%            | 2.8%            | 3.4%            |
| 16         | 28 tháng 12 năm 2017 | 3.3%            | 3.8%            | 3.1%            | 3.6%            |
| 17         | 3 tháng 1 năm 2018   | 3.3% (NR)       | 3.4% (NR)       | 3.3% (NR)       | 3.5% (NR)       |
| 18         | 3 tháng 1 năm 2018   | 3.9% (NR)       | 4.2% (NR)       | 3.6% (NR)       | 3.9% (NR)       |
| 19         | 4 tháng 1 năm 2018   | 3.3% (NR)       | 3.9% (NR)       | 2.5% (NR)       | 3.3% (NR)       |
| 20         | 4 tháng 1 năm 2018   | 3.8% (NR)       | 4.0% (NR)       | 3.5% (NR)       | 3.7% (NR)       |
| 21         | 10 tháng 1 năm 2018  |                 |                 |                 |                 |
| 22         | 10 tháng 1 năm 2018  |                 |                 |                 |                 |
| 23         | 11 tháng 1 năm 2018  |                 |                 |                 |                 |
| 24         | 11 tháng 1 năm 2018  |                 |                 |                 |                 |
| 25         | 17 tháng 1 năm 2018  |                 |                 |                 |                 |
| 26         | 17 tháng 1 năm 2018  |                 |                 |                 |                 |
| 27         | 18 tháng 1 năm 2018  |                 |                 |                 |                 |
| 28         | 18 tháng 1 năm 2018  |                 |                 |                 |                 |
| 29         | 24 tháng 1 năm 2018  |                 |                 |                 |                 |
| 30         | 24 tháng 1 năm 2018  |                 |                 |                 |                 |
| 31         | 25 tháng 1 năm 2018  |                 |                 |                 |                 |
| 32         | 25 tháng 1 năm 2018  |                 |                 |                 |                 |
| Trung bình | Trung bình           | %               | %               | %               | %               |

## Liên kết
- Website chính thức (tiếng Hàn)
- Tôi không phải Robot trên HanCinema
- Tôi không phải Robot trên Internet Movie Database
- Tôi không phải Robot  tại MyDramaList

- Tôi không phải Robot tại Daum (bằng tiếng Hàn Quốc)